# جنوب- هولندا

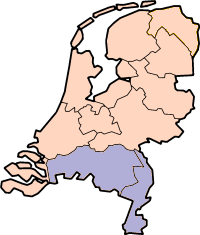
خريطة

جنوب- هولندا تسمية وحدة إقليمية (NUTS 1-regio) هولندية . وبخلاف الأغراض الإحصائية فإن هذه المناطق ليس لها أي معنى.
- جنوب- هولندا
  - شمال برابنت (سيرتوخيمبوس)
    - غرب شمال برابنت
    - وسط شمال برابنت
    - شمال شرق شمال برابنت
    - جنوب شرق شمال برابنت

  - ليمبورخ (ماستريخت)
    - شمال ليمبورخ
    - وسط ليمبورخ
    - جنوب ليمبورخ
- زيلند (ميديلبورخ)
  - فلاندرز الزيلندية
  - باقي زيلند